# Ruth Abbey
Ruth Abbey es una filósofa política australiana con intereses en la contemporaneidad de la filosofía política teórica, historia de las doctrinas políticas  y pensamiento político feminista.
Abbey es profesora asociada de la "Cátedra John Cardinal O'Hara, C.S.C." en el Departamento de Ciencia Política de la Universidad de Notre Dame.

## Obra

### Liberalismo feminista
En su  publicación, "The Return of Feminist Liberalism" (El Retorno del Liberalismo Feminista), Abbey examina a varias feministas contemporáneas que, a pesar de décadas de crítica feminista, no están dispuestas a renunciar al liberalismo. Su examen crítico se centra en el trabajo de Martha Nussbaum, y de las difuntas Susan Moller Okin (1946–2004) y Jean Hampton (1954–1996) todas las cuales, se ubican dentro de la tradición liberal y delinean posiciones bien desarrolladas sobre compatibilidades del feminismo y el liberalismo. Así, Abbey examina por qué, y de qué manera, cada una de ellas cree que el liberalismo contiene los recursos normativos y políticos para el mejoramiento continuo de las situaciones de las mujeres. Mas, ella se pregunta si conocen y pueden responder a las principales críticas al liberalismo montadas por muchas feministas. Abbey también presenta y trata de explicar y evaluar las diferencias entre estas tres feministas liberales, a pesar de su lealtad compartida a esta tradición. Sin embargo, Okin, Nussbaum y Hampton no representan a una minoría de tres en su fe en el liberalismo, por lo que, además, Abbey examina los argumentos de otras feministas contemporáneas que ven cierto valor en el liberalismo, lo que provoca una sensación de promesa para las mujeres. Algunas de las ideas del liberalismo, intenta demostrar cómo el liberalismo en sí puede fortalecerse atendiendo a las preocupaciones de las mujeres.

### Nietzsche
El núcleo de los escritos de Abbey sobre Nietzsche es un estudio de sus obras del periodo medio:
- Humano, demasiado humano (Human, All Too Human),
- Aurora. Reflexiones sobre los prejuicios morales (The Dawn o Daybreak,
- El alegre saber (The Gay Science).

Su análisis proporciona información sobre los aspectos docrinarios de la [moralidad] de Nietzsche, en sus referencias a temas como amistad, género (ciencias sociales), matrimonio, egoismo, piedad, política. Un crítico y revisor, que escribió en The Review of Metaphysics, llamó al periodo medio de Nietzsche: "unas investigaciones bien documentadas ... como sinopsis de las obras de Nietzsche desde 1878 hasta 1882," cuyo objetivo era "defender el carácter distintivo, así como el 'valor superior', de esa fase descuidada del desarrollo de Nietzsche ..."
Desde 2003, ha administrado un extenso recurso en línea, apoyado por la Universidad de Kent y la Academia Británica, para los trabajos de y sobre Charles Taylor.

### Algunas publicaciones

#### Libros
- Nietzsche’s Middle Period (Oxford University Press, 2000).

- Charles Taylor (Princeton University Press and Acumen Press, UK, 2000).

- ed. Contemporary Philosophy in Focus: Charles Taylor (Cambridge University Press, 2004).

- The Return of Feminist Liberalism (Routledge, 2011).

- Feminist Interpretations of John Rawls (The Pennsylvania State University Press, 2013).

#### Artículos
- "Rawlsian Resources for Animal Ethics" Ethics and the Environment v. 12, No. 1, primavera de 2007.

- "Back Toward a Comprehensive Liberalism? Justice as Fairness, Gender and Families" Political Theory 2007.

- "Turning or Spinning? Charles Taylor’s Catholicism" Contemporary Political Theory v. 5, No. 2, mayo de 2006.

- "Is Liberalism Now an Essentially Contested Concept?" New Political Science v. 27, No. 4, diciembre de 2005.

- "Recognizing Taylor Rightly: A Reply to Morag Patrick" Ethnicities 3 (1), marzo de 2003, p. 115–131.

- "Pluralism in Practice: The Political Thought of Charles Taylor" Critical Review of International Social and Political Philosophy v. 5, No. 3 (otoño de 2002).

- "The Articulated Life: An Interview with Charles Taylor" Reason in Practice v. 1, No. 3, 2001.

- "The Chief Inducement? The Idea of Marriage as Friendship" coautoría con Douglas Den Uyl, J. of Applied Philosophy, v. 18, No. 1, 2001.

- "The Roots of Ressentiment: Nietzsche on Vanity" New Nietzsche Studies v. 3, N.º 3 & 4, verano/otoño de 1999.

- "Back to the Future: Marriage as Friendship in the thought of Mary Wollstonecraft" Hypatia: A J. of Feminist Philosophy 14, 3, verano de 1999.

- "Mediocrity versus Meritocracy: Nietzsche’s (Mis)reading of Chamfort: History of Political Thought v. XIX, No. 3, otoño de 1998.

- "Nietzsche and the Will to Politics." coautoría con Fredrick Appel "Review of Politics" invierno de 1998 (enero, v. 60:1).

## Honores

### Galardones
- Beca de investigación Leverhulme del Fideicomiso Leverhulme (2004)[5]

### Membresías
- (2008–2009), Center for Ethics and Public Affairs, The Murphy Institute[6]